# Liquiritoside
Le liquiritoside ou liquiritine est un composé organique de la famille des flavanones, un sous-type de flavonoïdes. C'est plus précisément un hétéroside de flavanone, le 4'-O-glucoside de la liquiritigénine (4',7-dihydroxyflavanone).
Il est notamment présent dans les racines de réglisse (Glycyrrhiza glabra L.). Il aurait des propriétés analgésiques et anticonvulsives